# Senckenberg (Schiff)
Die Senckenberg ist ein deutscher Forschungskutter der Senckenberg Gesellschaft für Naturforschung in Frankfurt am Main. Der Kutter ist in Wilhelmshaven an der Abteilung für Meeresforschung, einer Außenstelle des Forschungsinstituts Senckenberg, stationiert. Die Bereederung erfolgt durch Briese Schiffahrt in Leer.

## Geschichte
Die Senckenberg wurde 1976 für die damalige Senckenbergische Naturforschende Gesellschaft unter der Baunummer 132 auf der Schiffswerft Julius Diedrich in Oldersum gebaut. Die Kiellegung erfolgte am 27. Februar, der Stapellauf am 25. Juni 1976. Die Fertigstellung erfolgt Anfang November 1976, am 8. November wurde das Schiff in Dienst gestellt.
Die Finanzierung erfolgte zu 90 Prozent aus Mitteln des damaligen Bundesministeriums für Forschung und Technologie und zu 10 Prozent aus Mitteln des Landes Hessen. Der laufende Betrieb des Forschungskutters wird aus Mitteln der Senckenberg Gesellschaft für Naturforschung finanziert.

## Technische Daten und Ausstattung
Angetrieben wird das Schiff von einem Zwölfzylinder-Viertakt-Dieselmotor des Herstellers Klöckner-Humboldt-Deutz mit einer Leistung von 346 kW, der über ein Getriebe auf einen Verstellpropeller wirkt. Das Schiff erreicht damit eine Geschwindigkeit von bis zu 10 kn.
Für die Stromversorgung stehen zwei Dieselgeneratoren mit einer Scheinleistung von jeweils 35 kVA zur Verfügung.
Für die Forschung verfügt die Senckenberg über zwei Labore an Bord, ein Nass- und ein Trockenlabor. Ferner ist der Kutter mit einem Arbeitskran ausgestattet, mit dem auch schweres Gerät auf See bewegt werden kann. An Deck ist Platz für die Unterbringung von zwei 10 Fuß-Containern oder bis zu 6 Meter langen Arbeitsbooten.

## Einsatz
Eingesetzt wird der Forschungskutter von der Abteilung für Meeresforschung in der Forschung und für die praxisorientierte Ausbildung von Wissenschaftlern. Ferner besteht auch für fremde Forschungsinstitute und Wirtschaftsunternehmen die Möglichkeit, den Kutter zeitweise für eigene Zwecke zu chartern. Einsatzgebiet der Senckenberg sind insbesondere das Wattenmeer und die Nord- und Ostsee, aber auch der Ärmelkanal und die Irische See. Der Kutter verfügt über einen Aktionsradius von 2000 Seemeilen und kann dabei zehn bis vierzehn Tage auf See bleiben. Die Bunkerkapazität für den Treibstoff beträgt 23 Tonnen, an Trinkwasser kann der Kutter 15 Tonnen bunkern.

## Sonstiges
Die Senckenberg ersetzte den Forschungskutter Astarte, der der Abteilung für Meeresforschung des Forschungsinstituts Senckenberg seit 1954 zur Verfügung stand. Die Astarte wurde 1976 mit der Indienststellung der Senckenberg außer Dienst gestellt.
In der Vergangenheit gab es bereits einmal ein Forschungsboot mit dem Namen Senckenberg am Forschungsinstitut Senckenberg. Bei dem Boot, das das Forschungsinstitut Anfang der 1930er Jahre erwarb (vermutlich 1933), handelte es sich um ein 1917 erbautes 15 Meter langes Binnenminensuchboot der Marine. Das Boot wurde 1935 bereits wieder verkauft.

## Galerie

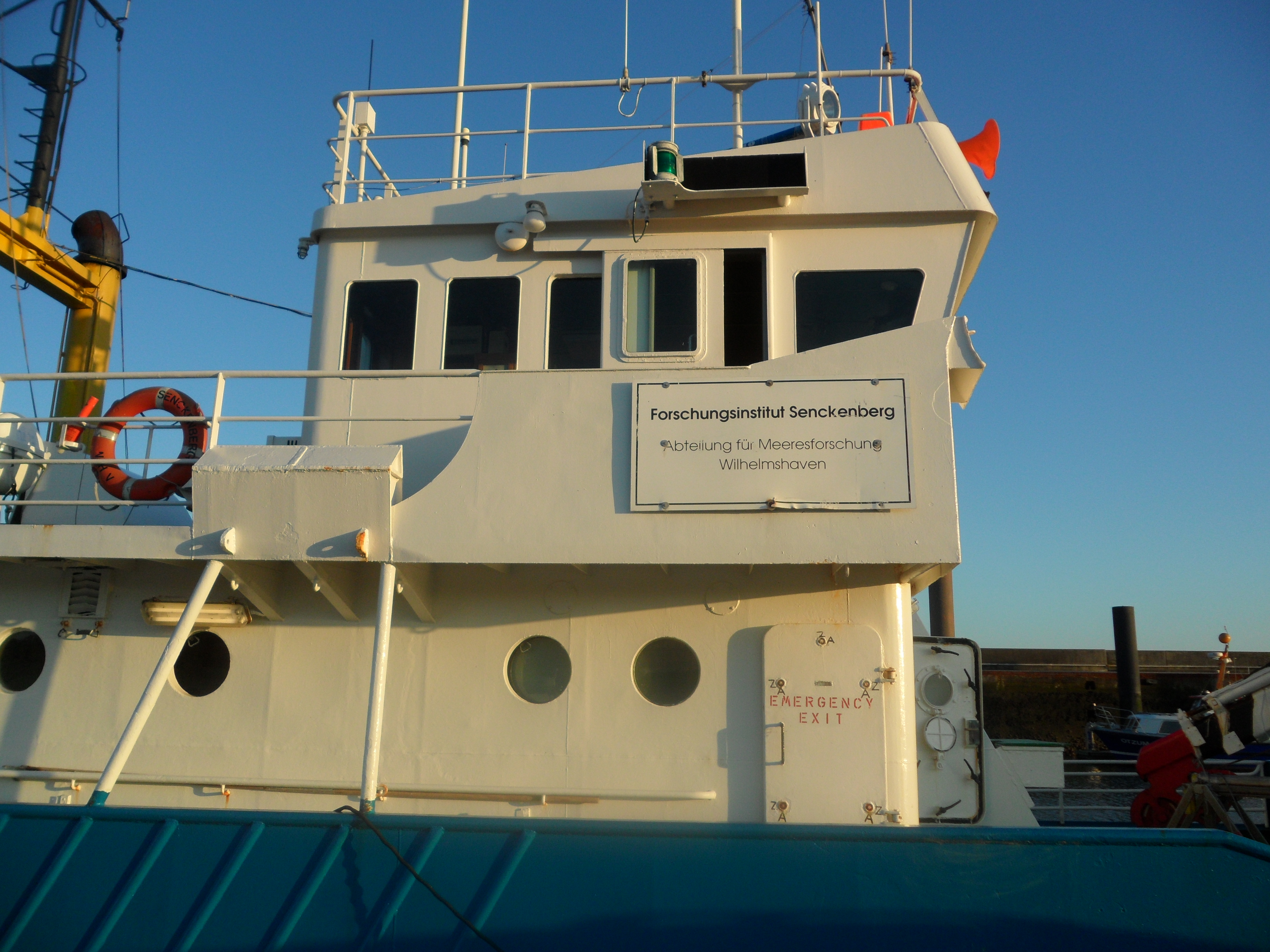
Brücke der Senckenberg
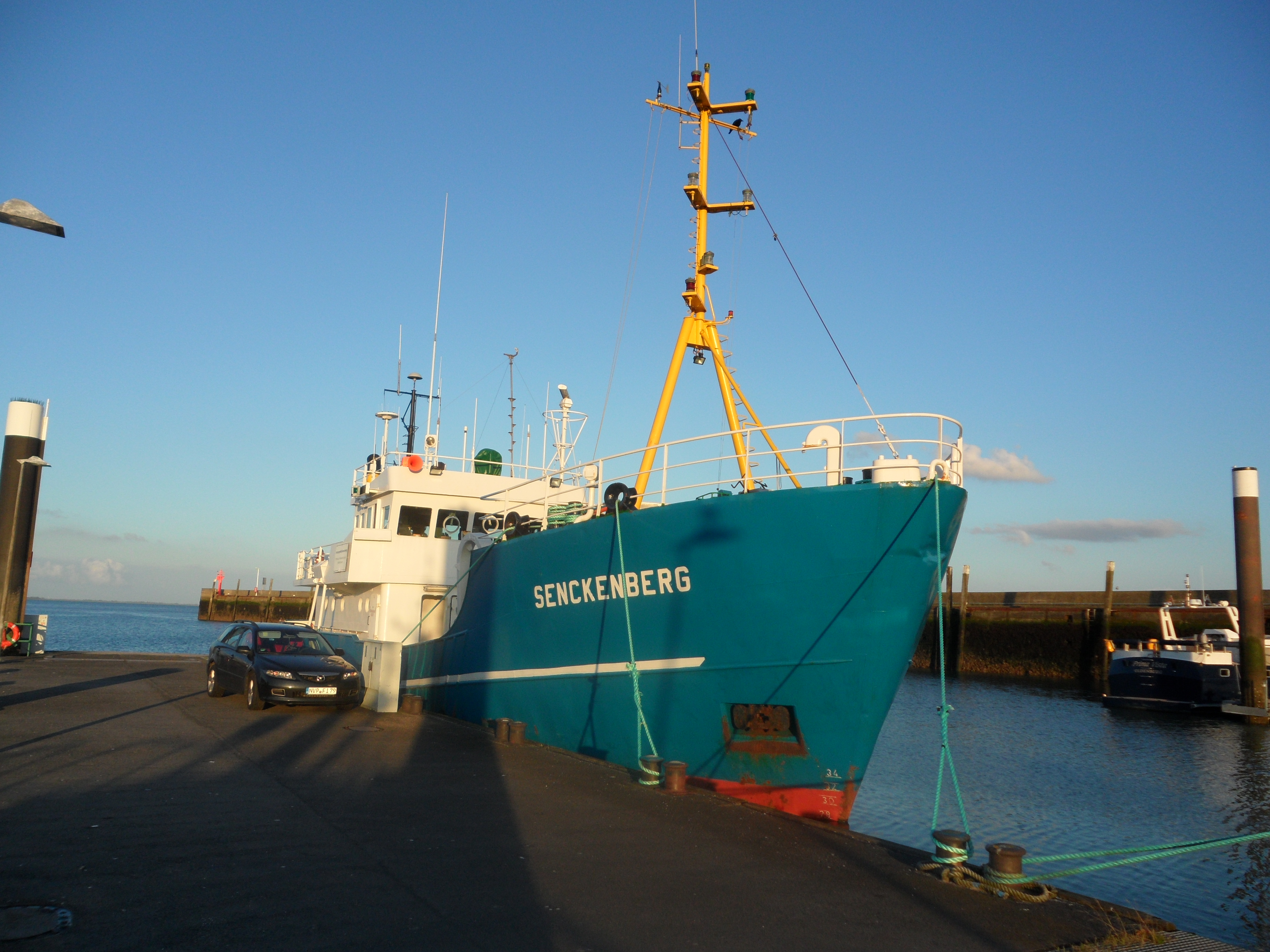
Bug der Senckenberg (in Wilhelmshaven)